# Swan Song (låt)
Swan Song är en instrumental låt av Led Zeppelin som inte officiellt finns på någon av gruppens album, däremot finns låten på ett flertal bootlegs. Låten är skriven av Jimmy Page troligtvis till albumet Physical Graffiti och finns som outtake.
På Jimmy Page nystartade band The Firms debutalbum The Firm från 1985 finns Swan Song i en ny tappning som låten Midnight Moonlight.